# Otostylis alba
Otostylis alba är en orkidéart som först beskrevs av Henry Nicholas Ridley, och fick sitt nu gällande namn av Victor Samuel Summerhayes. Otostylis alba ingår i släktet Otostylis och familjen orkidéer. Inga underarter finns listade i Catalogue of Life.